# Strajk kolejarzy w Poznaniu (1920)
Strajk kolejarzy w Poznaniu – krwawo stłumiony przez policję strajk robotników poznańskich warsztatów przemysłu kolejowego 26 kwietnia 1920 r. W wyniku ran postrzałowych zmarło 9 robotników, a 30 odniosło rany.

## Tło wydarzeń
12 sierpnia 1919 r. Sejm Ustawodawczy powołał do życia Ministerstwo byłej Dzielnicy Pruskiej (MbDP) jako władzę przejściową dla Wielkopolski i Pomorza. Okres rządów tego Ministerstwa, trwał do kwietnia 1922 r. Do przewrotu majowego w 1926 r. władze w Poznaniu sprawowały niepodzielnie prawicowe ugrupowania endeckie i chadeckie.
Sytuacja robotników pogarszała się stopniowo od odzyskania niepodległości, gdyż koszty utrzymania wzrastały szybciej niż płace. W 1919 roku koszty utrzymania wzrosły, w porównaniu z okresem przedwojennym, pięciokrotnie, natomiast zarobki trzykrotnie. Tendencje te występowały także w następnych latach.
Rząd w Warszawie próbując złagodzić tragiczną sytuację robotników postanowił 31 grudnia 1919 roku wypłacić wszystkim pracownikom państwowym dodatek drożyźniany tak zwaną "trzynastą pensję". Wypłata dodatkowych pieniędzy przebiegła bez problemu na terenach byłych zaborów rosyjskiego i austriackiego, jedynie Ministerstwo byłej Dzielnicy Pruskiej odmówiło jej wypłacenia. 
Pertraktacje prowadzone z władzami przez związki zawodowe nie przynosiły rezultatów. W kwietniu 1920 roku wzrost cen był wyjątkowo dotkliwy. Władze pod groźbą strajków obiecały wypłacić „trzynastą pensję” 15 kwietnia, jednak terminu tego nie dotrzymały.

## Przebieg wydarzeń

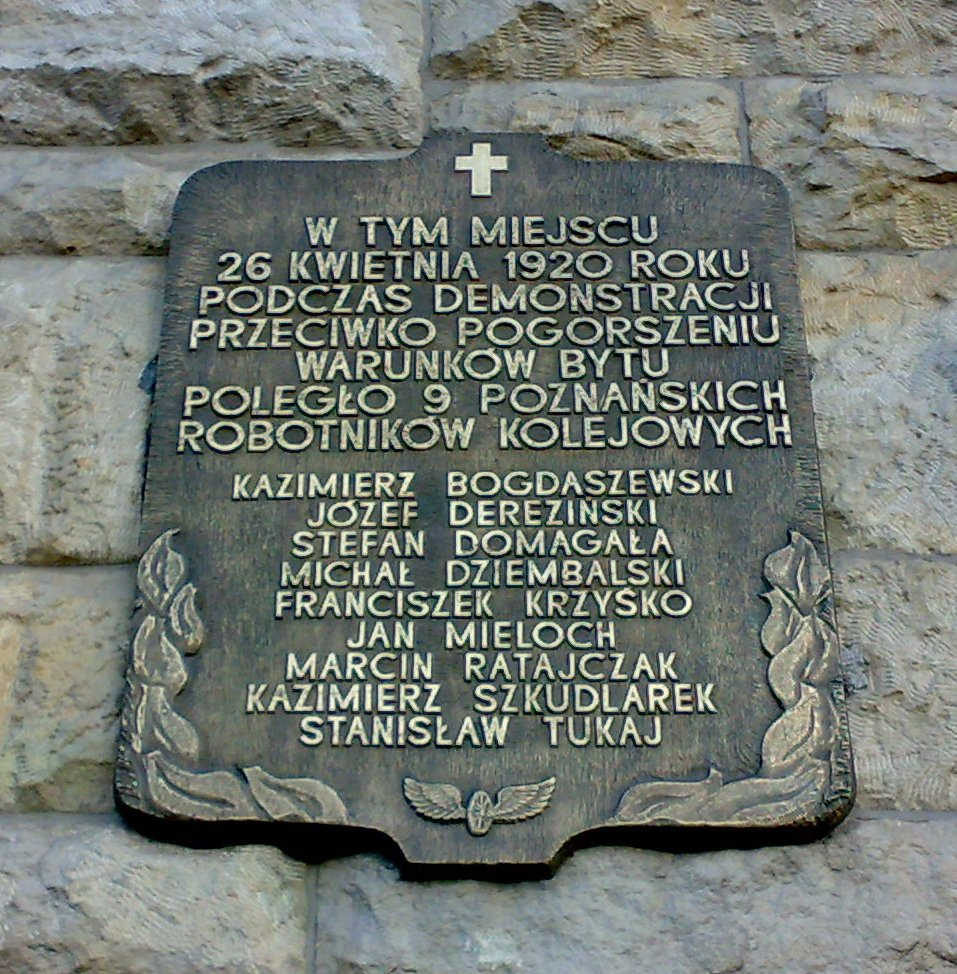
Zamek Cesarski – tablica upamiętniająca ofiary z 1920

Rankiem 26 kwietnia 1920 r. pierwsza zmiana pracowników warsztatów kolejowych przerwała pracę i udała się pod siedzibę Ministerstwa byłej Dzielnicy Pruskiej w Zamku Cesarskim, by domagać się sfinalizowania rozmów. Delegację demonstrantów przyjął minister Władysław Seyda i obiecał rozpoczęcie rokowań, demonstranci powrócili do pracy. 
Ponieważ po upływie wyznaczonego czasu minister Seyda nie przyjął delegacji na rozmowy, kolejarze wzmocnieni o drugą zmianę i pracowników dworca kolejowego ruszyli po raz drugi tego dnia pod Zamek. Demonstracja liczyła ok. 3 tys. osób. Siedziba MbDP otoczona została 100-osobowym kordonem policji. 
Po dotarciu demonstracji przed Zamek Karol Rzepecki, naczelnik Wydziału Spraw Wewnętrznych wydał rozkaz otwarcia ognia do protestujących (według M. Ratyńskiego Rzepecki takiego rozkazu nie wydał). Na miejscu zginęło 7 robotników, 32 zostało rannych, dwóch kolejnych zmarło w wyniku odniesionych ran w szpitalu. Po oddaniu salwy policjanci ruszyli w kierunku demonstracji bijąc ludzi kolbami karabinów, jednak pod naporem tłumu musieli wycofać się za ogrodzenie Zamku. Krwawa rozprawa z robotnikami miała być pokazem siły i przestrogą dla innych strajkujących. 
Władze obawiając się reakcji robotników Poznania wprowadziły w mieście stan wyjątkowy, a policję na ulicach zastąpiło wojsko. 1 maja 1920 r. wypłacono „trzynastą pensję”. 
W manifestacyjnym pogrzebie poległych robotników wzięło udział ponad 20 tys. osób. Grób ofiar (Bogdaszewski Kazimierz, Szkudlarek Kazimierz, Dziembalski Michał, Dereziński Józef, Ratajczak Marcin, Domagała Stefan, Krzyśka Franciszek, Mieloch Jan, Tukaj Stanisław) z tablicą pamiątkową znajduje się na cmentarzu przy ul. Bluszczowej w Poznaniu. 
Za masakrę strajku nikt nie poniósł poważniejszych konsekwencji. Minister Władysław Seyda i naczelnik Wydziału Spraw Wewnętrznych Karol Rzepecki ustąpili z zajmowanych stanowisk, jednak pozostali w naczelnych władzach Ministerstwa byłej Dzielnicy Pruskiej. Na symboliczne kary skazano jedynie 3 policjantów, którzy kolbami karabinów bili ranionych wcześniej demonstrantów.
Aresztowań dokonano za to wśród kolejarzy, których obciążono odpowiedzialnością za wypadki. Policja zatrzymała 24 robotników, a 15 z nich skazano na kary więzienia.